# Lago Tałty
Il lago Tałty è un lago della Polonia.